# Juan III de Werle
Juan III, señor de Werle (apodado Juan van Ruoden; n. antes de 1300; m. entre el 1 de abril y el 28 de agosto de 1352) fue señor de Werle-Goldberg desde 1316 hasta su muerte. Era el hijo de Nicolás II y Rixa de Dinamarca.
Después de la muerte de su padre, Nicolás II, en 1316, se decidió dividir Werle. Juan III asumió el control sobre la parte Werle-Goldberg y su tío Juan II asumió Werle-Güstrow. Juan III se construyó un castillo en Goldberg. El rey Cristóbal II de Dinamarca prometió a Juan y señor Enrique II de Mecklemburgo el 4 de mayo de 1326 que le investiría con Rügen. Sin embargo, había prometido antes el principado de Pomerania. Esto llevó a la guerra, la Guerra de Sucesión de Rügen. Bajo la Paz de Brudersdorf, Pomerania se le permitió mantener Rügen, pero tenía que pagar a Mecklemburgo 31.000 marcos de plata en compensación.
Desde 1350, abandonó los negocios del gobierno a su hijo y cogobernante Nicolás IV. El 1 de abril de 1352, ya estaba terminalmente enfermo. Murió más tarde ese año. Fue probablemente enterrado en la abadía de Malchow.

## Matrimonio y descendencia
Juan III se casó en 1317 con Matilde (m. h. 1332), la hija del duque Otón I de Pomerania. Tuvieron tres hijos:
- Juan (m. 1341)
- Nicolás IV, señor de Werle-Goldberg
- Matilde (m. 1361), se casó con el conde Otón I de Schwerin

Después de la muerte de Matilde, Juan III se casó con Ricarda y tuvo dos hijas más:
- Sofía (m. 1384), se casó con Alberto II de Lindow-Ruppin
- Rixa, se convirtió en priora de la abadía de Dobbertin en 1392